# Bath (Maine)
Bath es una ciudad ubicada en el condado de Sagadahoc en el estado estadounidense de Maine. En el Censo de 2010 tenía una población de 8514 habs. y una densidad poblacional de 249 hab/km². Se encuentra en la desembocadura del río Kennebec. 

## Geografía
Bath se encuentra ubicada en las coordenadas 43°55′54″N 69°50′40″O / 43.93167, -69.84444. Según la Oficina del Censo de los Estados Unidos, Bath tiene una superficie total de 34.23 km², de la cual 23.56 km² corresponden a tierra firme y (31.17%) 10.67 km² es agua.

## Demografía
Según el censo de 2010, había 8.514 personas residiendo en Bath. La densidad de población era de 248,7 hab./km². De los 8.514 habitantes, Bath estaba compuesto por el 95.15% blancos, el 1.2% eran afroamericanos, el 0.29% eran amerindios, el 0.62% eran asiáticos, el 0.02% eran isleños del Pacífico, el 0.42% eran de otras razas y el 2.29% pertenecían a dos o más razas. Del total de la población el 1.84% eran hispanos o latinos de cualquier raza.